# Rhynchospora killipii
Rhynchospora killipii är en halvgräsart som beskrevs av Gross. Rhynchospora killipii ingår i släktet småag, och familjen halvgräs. Inga underarter finns listade i Catalogue of Life.